# كارل وير
كارل وير (بالإنجليزية: Carl Ware)‏ هو شخصية أعمال أمريكي، ولد في 1943 في نيونان في الولايات المتحدة.

## وصلات خارجية
- كارل وير على موقع إن إن دي بي (الإنجليزية)